# Titanic: Honor and Glory
Titanic: Honor and Glory (en español, Titanic: Honor y Gloria) es un videojuego para ordenador actualmente en desarrollo por la compañía Vintage Digital Revival, también conocida como Four Funnels Entertainment. El juego contará con la más exacta representación del RMS Titanic hasta la fecha, e incorporará un modelo digital de la ciudad de Southampton en 1912 así como el de otras ciudades en el nuevo modo exploración anunciado en 2021. El juego está pensado no solo como entretenimiento, sino también como homenaje a todos aquellos que perdieron la vida en el hundimiento del Titanic. El proyecto fue financiado inicialmente mediante micromecenazgo en sitios como Indiegogo, sin embargo, durante un podcast el 10 de abril de 2015, el director del proyecto, Thomas Lynskey, anunció que el equipo buscaría financiación adicional con el fin de centrarse más en el desarrollo del juego. Posteriormente en 2021 se anunció en un streaming que la primera Alpha del juego saldría a finales de 2021 de manera gratuita, aunque con actualizaciones más frecuentes para aquellos que se unan al Patreon de la compañía desarrolladora.

## Resumen
El modo historia del juego se centra en un joven americano graduado en la Universidad de Oxford, personaje ficticio llamado Owen Robert Morgan. Tras ser confundido con un criminal internacional, debe embarcarse en el Titanic en un esfuerzo por limpiar su nombre y encontrar a los verdaderos culpables.

### Modos de juego adicionales
Hay tres modos de juego adicionales planeados para ser incluidos en el juego. El más relevante es el Tour Mode (modo tour), que permitirá al jugador explorar tanto el barco como Southampton a su antojo sin las restricciones del modo historia. El siguiente modo, Simulator Mode (modo simulación), le dará al jugador la oportunidad de navegar el Titanic en el océano abierto. El último modo de juego previsto es el Multiplayer Mode (modo multijugador) que todavía está en la etapa de concepto. Incluirá dos sub-modos: Sinking Mode y Voyage Mode (modo de hundimiento y el modo de viaje). Este último permitirá a los jugadores experimentar el Titanic de manera conjunta. Durante el viaje en cualquiera de esos modos también estarán disponibles los juegos de mesa y servicios de pasajeros que existieron en el buque real.

## Características incluidas en el juego
- Memorial a los supervivientes y las víctimas de la tragedia.
- Hundimiento realista del barco, durante 2 horas y 40 minutos.
- Comportamiento físico realista del agua durante el hundimiento.
- El juego será compatible con el casco de realidad virtual Oculus Rift, lo que permitirá una inmersión en 3D durante el juego, incluyendo el hundimiento.
- Coleccionables distribuidos por el barco y logros.

## Desarrollo
El desarrollo del juego comenzó en noviembre de 2012, después de la cancelación del mod Titanic: Lost in the Darkness (Titanic: Perdido en la oscuridad) para el juego Crysis 2. El 25 de diciembre de 2012 se publicó la primera vista previa del juego, mostrando un tour por la Gran Escalera del Titanic. En ese momento, el equipo estaba usando el motor CryEngine 3 para desarrollar el juego. Desde entonces, el equipo ha pasado a utilizar Unreal Engine 4 para el desarrollo. El 7 de marzo de 2015, el primer adelanto del juego en Unreal Engine 4 fue subido a Youtube. Mostraba una animación temprana del hundimiento en la sala de recepción en la Cubierta D, en tiempo real. A principios de abril de 2015, se publicó la primera demo tutorial del juego, que ofrece poder visitar algunas áreas selectas del buque incluyendo la sala de recepción de pasajeros en la Cubierta D, el pasillo apodado Scotland Road y los baños turcos del barco.
El 14 de abril de 2016, con motivo del 104.º aniversario de la tragedia, el equipo publicó en su canal de Youtube una animación mostrando el hundimiento en tiempo real, con una duración de 2 horas y 40 minutos. Esa misma tarde, realizaron un nuevo podcast en el que comentaron el vídeo viéndolo junto a los oyentes. Este nuevo vídeo recibió reseñas en múltiples medios digitales y periódicos. Un mes después de la publicación del mismo, ha recibido más de 8 millones de visitas. El vídeo ha recibido una recepción positiva por parte de historiadores y el público en general.
Uno de los consultores históricos del juego, Bill Sauder, también fue consultor de la aventura gráfica de 1996 Titanic: Adventure Out of Time y de la película de 1997 Titanic, y también hizo su aparición como experto en el documental de National Geographic Titanic: The Final Word (2012) de James Cameron.
En 2021 se anuncia la versión Alpha gratuita para finales de ese mismo año en un streaming de la desarrolladora a través de Youtube. En ese mismo directo se anuncian nuevas características, nuevos modos, nuevas formas de colaborar con el proyecto y nuevo contenido para el juego como los coleccionables.

### Demo 401
Una extensa demo, titulado Titanic: Honor and Glory - Demo 401, o Megademo coloquialmente, fue lanzada el 25 de diciembre de 2021. Utilizando el motor Unreal Engine 4, la demo incluía inicialmente el 25% del Titanic en un único nivel, antes de que actualizaciones posteriores ampliaran el número de zonas hasta el 30% del barco.
El 3 de marzo de 2023 se lanzó una demo remasterizada, Demo 401 V2.0. Utilizando Unreal Engine 5, es la demo más grande del juego lanzada, cubriendo el 50% del barco.

## Equipo de desarrollo
El equipo de desarrollo está compuesto por:

### Núcleo
| Nombre              | Tarea                                              |
| ------------------- | -------------------------------------------------- |
| Thomas Lynskey      | Director, productor, mánager, escritor             |
| Matthew DeWinkeleer | Productor, modelista de interiores, administración |
| Kyle Hudak          | Modelista de interiores y exteriores               |

### Equipo de apoyo
| Nombre           | Tarea                     |
| ---------------- | ------------------------- |
| Nicolas Murgia   | Texturas                  |
| Chris Daley      | Modelista                 |
| Tomás Tonon      | Modelista                 |
| Anthony Casalena | Compositor                |
| Matthew Chapman  | Pintor                    |
| Sean Hewitt      | Procesamiento de imágenes |

### Consultores históricos
El desarrollo del juego cuenta con varios consultores históricos, entre los que se cuentan algunos de los más reputados expertos en la historia y el diseño del Titanic, con el objetivo de conseguir un diseño lo más exacto y fiel posible al original. Entre los consultores se incluyen:
- Ken Marschall
- Bill Sauder
- Parks Stephenson
- William Brower, Jr.
- Daniel Allen Butler
- Tad Fitch
- Joshua Noble
- Daniel Smith
- Saúl Vidal M.
- Bill Wormstedt
- Angelica Harris
- Dr. Douglas B. Willingham